# Elecciones presidenciales de la República de China de 1990
La elección del octavo presidente y vicepresidente de la República de China se celebró en Taiwán el 21 de marzo de 1984  en Taipéi. Titular  presidente Lee Teng-hui fue reelegido por la Yuan Legislativo con  Lee Yuan-tsu como  vicepresidente. Fue la última elección presidencial indirecta en Taiwán.

## Resultados
| Partido         | Partido         | Candidato       | Votos | Porcentaje |
| --------------- | --------------- | --------------- | ----- | ---------- |
|                 | Kuomintang      | Lee Teng-hui    | 641   | 95.96%     |
| Votos inválidos | Votos inválidos | Votos inválidos | 27    | 4.04%      |
| Total           | Total           | Total           | 668   | 100.00%    |

## Descripción general
El actual presidente Lee Teng-hui se desempeñó como vicepresidente de Chiang Ching-kuo antes de suceder a Chiang, quien murió en el cargo en 1988. Después de la muerte de Chiang, surgió la lucha entre diferentes facciones en Kuomintang para Chiang sucesor. Mientras que Lee Teng-hui y Lee Yuan-tsu recibieron la nominación de la fiesta en febrero de 1990, las otras facciones también impulsaron un boleto de Lin Yang-kang y Chiang Wei-kuo hasta que Lin decidió No se presentará el 9 de marzo.
El principal partido de oposición, el Partido Democrático Progresista lanzó una campaña para la elección directa del presidente, nominando ilegalmente al activista  Huang Hua como su candidato presidencial. El movimiento estudiantil Wild Lily dirigido por los estudiantes de Universidad Nacional de Taiwán también convocó elecciones directas del presidente y vicepresidente y nuevas elecciones populares para todos los representantes en la Asamblea Nacional.
- Datos: Q10844051